# Бэсуты
Бэсу́ты, йесу́ты, йису́ты (монг. Бэсүд) — одно из средневековых племён, входивших в нирунскую ветвь монголов. В настоящее время этническая группа в составе халха-монголов, хотогойтов, торгутов, ордосцев, южных монголов, калмыков и хазарейцев. Численность носителей родовой фамилии Бэсүд в Монголии составляет более 30 тыс. человек.

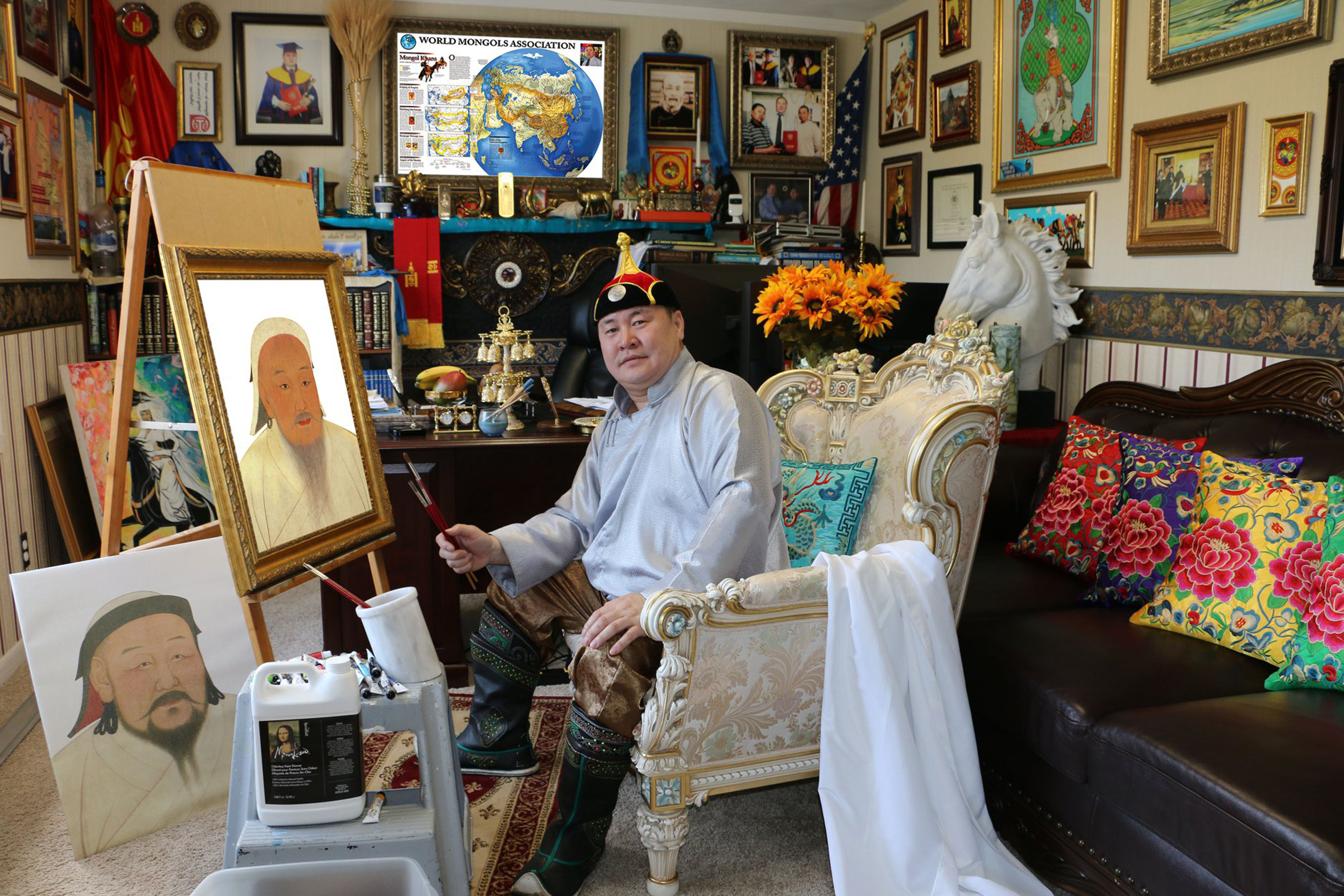
Монгольский историк Бэсуд Дашнямын Отгонтугс

## Этноним
Этническое название бэсут является формой множественного числа монгольского числительного девять (есөн). В «Сборнике летописей» бэсуты отмечены как ийсут.

## История
Происхождение бэсутов по времени относится к потомкам Хайду, предка Чингисхана. По подсчетам специалистов, Хайду жил на рубеже XI—XII вв. Поэтому можно предположить, что племя бэсут возникло в конце XI в. Надо сказать, основу бэсутов составила часть тайчиутов. Чингисхан  образовал из бэсутов два мингана (тысячи), которых пожаловал своему младшему брату Отчигин-нойону. С тех пор бэсуты находились под управлением представителей золотого рода и в середине XVI в., перейдя во владение Ноёнтой, второго сына Гэрэсэндзэ-хунтайджи, вошли в состав семи северных отоков Халхи. В XVI в. они обитали в Хангайских горах, с начала XVII в. перекочевали на юго-восточный склон Алтайского хребта, где и осели.
Бэсутами по происхождению были Джэбэ и Кокочу, одни из полководцев Чингисхана. Джэбэ входил в число девяти нукеров Чингисхана, а также в так называемую «четверку псов». Кокочу был выращен и воспитан Оэлун, матерью Чингисхана.

## Расселение
В период цинского владычества бэсуты составили хошуны Дзасагту-хана, Илдэн, Жонон, Ёст и Бишрэлту дзасаков Дзасагтухановского аймака (ныне сомоны Дэлгэр, Тайшир, Бигэр, Эрдэнэ, Цогт, Алтай Гоби-Алтайского аймака; сомоны Шинэжинст, Баянгол, Баянцагаан и западная часть сомонов Баянлиг и Баян-Ундур Баянхонгорского аймака и сомона Гурван Тэс Южно-Гобийского аймака). Из-за длительного проживания на Алтае их стали называть «находчивыми черными бэсут хребта Сэрх» («Сэрхийн нурууны сэргэлэн хар бэсут»). Они совершали жертвоприношения духам горы Тарлан хайрхан и почитали Атаа таван тэнгри.
Небольшая часть бэсутов, подданных потомков Ашихая-нойона, старшего сына Гэрэсэндзэ, впоследствии смешалась с хотогойтами и обосновалась в западных сомонах Хубсугульского и Завханского аймаков. Помимо этого, бэсуты с другими группами проживают ныне в сомонах Жаргалант, Эрдэнэмандал, Тариат Архангайского аймака; сомонах Заг, Баян-Овоо, Баацагаан Баянхонгорского аймака; сомонах Хөхморьт, Баян-Уул, Жаргалан, Дарви, Тонхил, Бугат, Алтай Гоби-Алтайского аймака; Хулунбуир, Булган Восточного аймака; Нөмрөг, Тэлмэн, Булнай, Их-Уул, Отгон, Цагаанчулуут, Шилүүстэй Завханского аймака; Чандмань, Дарви, Цэцэг Кобдоского аймака; Эрдэнэбулган, Алаг-Эрдэнэ, Тосонцэнгэл, Их-Уул Хубсугульского аймака.

## Бэсуты в составе монгольских народов
Бэсуты вначале были крупным и многочисленным племенем, со временем перестали существовать как единое целое. Часть из них, слившись с другими монголами, расселились во многих местах, сохраняя при этом название своего племени. Бэсуты вошли в состав халха-монголов, хотогойтов, торгутов, а также в состав южных монголов, в частности ордосцев. Среди калмыков-дербетов отмечен род бегсюд (бексют, бөксүд) в составе групп талтахин и оргакин, ветвей туктунов.
В Монголии проживают носители родовых фамилий: бэсүд, боржигон бэсүд, боржигон бэсүүд, бэсү, бэсүд боржгон, бэсүд боржигин, бэсүд боржигон, бэсүд дархан, бэсүд монгол, бэсүд тайж, бэсүд тайжууд, бэсүд торгууд, бэсүт, бэсүү, бэсүүд, бэсүүд боржигон, бэсүүд тайж, бэсүүт, дархан бэсүд, монгол бэсүд, тайж бэсүд, халх бэсүд. Численность носителей перечисленных фамилий составляет более 32 тыс. чел.
Бэсуты, осевшие в Афганистане, образовали одно из основных племён в составе хазарейцев. Знаменитыми бэсутами являются государственные деятели Карим Халили и Султан Али Кештманд, тхэквондист, двукратный бронзовый медалист Олимпийских игр Рохулла Никпай.